# Nacimiento (ort i Spanien, Andalusien, Provincia de Almería, lat 37,11, long -2,65)
Nacimiento är en ort i Spanien.   Den ligger i provinsen Provincia de Almería och regionen Andalusien, i den södra delen av landet, 400 km söder om huvudstaden Madrid. Nacimiento ligger 600 meter över havet och antalet invånare är 462.
Terrängen runt Nacimiento är huvudsakligen lite bergig. Nacimiento ligger nere i en dal. Runt Nacimiento är det glesbefolkat, med 9 invånare per kvadratkilometer. Närmaste större samhälle är Abla, 12,2 km väster om Nacimiento. Omgivningarna runt Nacimiento är i huvudsak ett öppet busklandskap.